# Élections législatives de 1876 dans la Loire-Inférieure
Les élections législatives de 1876 ont eu lieu les 20 février et 5 mars.

## Députés élus
|   | Circonscription      | Député élu                                 |  | Groupe parlementaire |
| - | -------------------- | ------------------------------------------ |  | -------------------- |
| 1 | Ancenis              | Charles Thoinnet de La Turmelière          |  | Appel au peuple      |
| 2 | Châteaubriant        | César-Auguste Ginoux-Defermon              |  | Appel au peuple      |
| 3 | 1re de Nantes        | Charles-Ange Laisant                       |  | Union républicaine   |
| 4 | 2e de Nantes         | Émile-François Gaudin                      |  | Appel au peuple      |
| 5 | 3e de Nantes         | Henri Le Loup de La Biliais                |  | Légitimiste          |
| 6 | Paimbœuf             | Charles Étienne Gustave Le Clerc de Juigné |  | Légitimiste          |
| 7 | 1re de Saint-Nazaire | Fidèle Simon                               |  | Gauche républicaine  |
| 8 | 2e de Saint-Nazaire  | Antoine Poictevin de la Rochette           |  | Légitimiste          |

## Résultats à l'échelle du département
| Partis         | Partis                       | Premier tour | Premier tour | Deuxième tour | Deuxième tour | Sièges |
| Partis         | Partis                       | Voix         | %            | Voix          | %             | Sièges |
| -------------- | ---------------------------- | ------------ | ------------ | ------------- | ------------- | ------ |
|                | Légitimistes                 | 39 090       | 36,25        | 26 780        | 44,38         | 3      |
|                | Bonapartistes                | 27 833       | 25,81        | 10 220        | 16,94         | 3      |
|                | Républicains modérés         | 17 750       | 16,46        | 23 344        | 38,68         | 1      |
|                | Républicains radicaux        | 13 041       | 12,09        |               |               | 1      |
|                | Orléaniste, Constitutionnels | 9 363        | 8,68         | 0             |               |        |
|                |                              |              |              |               |               |        |
| Inscrits       | Inscrits                     | 152 663      | 100,00       | 80 542        | 100,00        | 8      |
| Votants        | Votants                      | 109 875      | 71,97        | 60 434        | 75,03         |        |
| Abstentions    | Abstentions                  | 42 788       | 28,03        | 20 108        | 24,97         |        |
| Blancs et nuls | Blancs et nuls               | 2 043        | 1,86         | 90            | 0,15          |        |
| Exprimés       | Exprimés                     | 107 832      | 98,14        | 60 344        | 99,85         |        |

## Résultats par arrondissement

### Arrondissement d'Ancenis
| Candidats      | Candidats                         | Étiquette          | Premier tour | Premier tour |
| Candidats      | Candidats                         | Étiquette          | Voix         | %            |
| -------------- | --------------------------------- | ------------------ | ------------ | ------------ |
|                | Charles Thoinnet de La Turmelière | Bonapartiste       | 6 057        | 58,27        |
|                | Decroix                           | Orléaniste         | 3 493        | 33,60        |
|                | Collineau                         | Républicain modéré | 845          | 8,13         |
|                |                                   |                    |              |              |
| Inscrits       | Inscrits                          | Inscrits           | 13 323       | 100,00       |
| Votants        | Votants                           | Votants            | 10 430       | 78,29        |
| Abstention     | Abstention                        | Abstention         | 2 893        | 21,71        |
| Blancs et nuls | Blancs et nuls                    | Blancs et nuls     | 35           | 0,34         |
| Exprimés       | Exprimés                          | Exprimés           | 10 395       | 99,66        |

### Arrondissement de Châteaubriant
| Candidats      | Candidats                     | Étiquette           | Premier tour | Premier tour | Deuxième tour | Deuxième tour |
| Candidats      | Candidats                     | Étiquette           | Voix         | %            | Voix          | %             |
| -------------- | ----------------------------- | ------------------- | ------------ | ------------ | ------------- | ------------- |
|                | César-Auguste Ginoux-Defermon | Bonapartiste        | 5 763        | 38,02        | 6 264         | 38,93         |
|                | Gahier                        | Légitimiste         | 5 073        | 33,47        | 4 945         | 30,73         |
|                | Émile Récipon                 | Républicain radical | 4 321        | 28,51        | 4 882         | 30,34         |
|                |                               |                     |              |              |               |               |
| Inscrits       | Inscrits                      | Inscrits            | 20 166       | 100,00       | 20 166        | 100,00        |
| Votants        | Votants                       | Votants             | 15 162       | 75,19        | 16 097        | 79,82         |
| Abstention     | Abstention                    | Abstention          | 5 004        | 24,81        | 4 069         | 20,18         |
| Blancs et nuls | Blancs et nuls                | Blancs et nuls      | 5            | 0,03         | 6             | 0,04          |
| Exprimés       | Exprimés                      | Exprimés            | 15 157       | 99,97        | 16 091        | 99,96         |

### Arrondissement de Nantes

#### 1recirconscription
| Candidats      | Candidats            | Étiquette           | Premier tour | Premier tour |
| Candidats      | Candidats            | Étiquette           | Voix         | %            |
| -------------- | -------------------- | ------------------- | ------------ | ------------ |
|                | Charles-Ange Laisant | Républicain radical | 8 720        | 59,77        |
|                | Henri Polo           | Constitutionnel     | 5 870        | 40,23        |
|                |                      |                     |              |              |
| Inscrits       | Inscrits             | Inscrits            | 21 746       | 100,00       |
| Votants        | Votants              | Votants             | 14 660       | 67,41        |
| Abstention     | Abstention           | Abstention          | 7 086        | 32,59        |
| Blancs et nuls | Blancs et nuls       | Blancs et nuls      | 70           | 0,48         |
| Exprimés       | Exprimés             | Exprimés            | 14 590       | 99,52        |

#### 2ecirconscription
| Candidats      | Candidats               | Étiquette      | Premier tour | Premier tour |
| Candidats      | Candidats               | Étiquette      | Voix         | %            |
| -------------- | ----------------------- | -------------- | ------------ | ------------ |
|                | Émile-François Gaudin   | Bonapartiste   | 8 425        | 52,28        |
|                | De Cazenove de Pradines | Légitimiste    | 7 689        | 47,72        |
|                |                         |                |              |              |
| Inscrits       | Inscrits                | Inscrits       | 24 709       | 100,00       |
| Votants        | Votants                 | Votants        | 17 906       | 72,47        |
| Abstention     | Abstention              | Abstention     | 6 803        | 27,53        |
| Blancs et nuls | Blancs et nuls          | Blancs et nuls | 1 792        | 10,01        |
| Exprimés       | Exprimés                | Exprimés       | 16 114       | 89,99        |

#### 3ecirconscription
| Candidats      | Candidats                   | Étiquette          | Premier tour | Premier tour | Deuxième tour | Deuxième tour |
| Candidats      | Candidats                   | Étiquette          | Voix         | %            | Voix          | %             |
| -------------- | --------------------------- | ------------------ | ------------ | ------------ | ------------- | ------------- |
|                | Henri Le Loup de La Biliais | Légitimiste        | 6 812        | 44,29        | 8 593         | 56,99         |
|                | Gustave Roch                | Union républicaine | 5 407        | 35,15        | 6 484         | 43,01         |
|                | Félix Platel                | Bonapartiste       | 3 162        | 20,56        |               |               |
|                |                             |                    |              |              |               |               |
| Inscrits       | Inscrits                    | Inscrits           | 21 161       | 100,00       | 21 161        | 100,00        |
| Votants        | Votants                     | Votants            | 15 412       | 72,83        | 15 150        | 71,59         |
| Abstention     | Abstention                  | Abstention         | 5 749        | 27,17        | 6 011         | 28,41         |
| Blancs et nuls | Blancs et nuls              | Blancs et nuls     | 31           | 0,20         | 73            | 0,48          |
| Exprimés       | Exprimés                    | Exprimés           | 15 381       | 99,80        | 15 077        | 99,52         |

### Arrondissement de Paimbœuf
| Candidats      | Candidats                                  | Étiquette                | Premier tour | Premier tour |
| Candidats      | Candidats                                  | Étiquette                | Voix         | %            |
| -------------- | ------------------------------------------ | ------------------------ | ------------ | ------------ |
|                | Charles Étienne Gustave Le Clerc de Juigné | Légitimiste              | 5 572        | 60,58        |
|                | Joseph Rousse                              | Républicain conservateur | 3 625        | 39,42        |
|                |                                            |                          |              |              |
| Inscrits       | Inscrits                                   | Inscrits                 | 12 180       | 100,00       |
| Votants        | Votants                                    | Votants                  | 9 209        | 75,61        |
| Abstention     | Abstention                                 | Abstention               | 2 971        | 24,39        |
| Blancs et nuls | Blancs et nuls                             | Blancs et nuls           | 12           | 0,13         |
| Exprimés       | Exprimés                                   | Exprimés                 | 9 197        | 99,87        |

### Arrondissement de Saint-Nazaire

#### 1recirconscription
| Candidats      | Candidats      | Étiquette           | Premier tour | Premier tour | Deuxième tour | Deuxième tour |
| Candidats      | Candidats      | Étiquette           | Voix         | %            | Voix          | %             |
| -------------- | -------------- | ------------------- | ------------ | ------------ | ------------- | ------------- |
|                | Fidèle Simon   | Gauche républicaine | 5 162        | 35,09        | 6 761         | 41,38         |
|                | Henri Couëtoux | Légitimiste         | 5 121        | 34,82        | 5 620         | 34,40         |
|                | Amaury Simon   | Bonapartiste        | 4 426        | 30,09        | 3 956         | 24,21         |
|                |                |                     |              |              |               |               |
| Inscrits       | Inscrits       | Inscrits            | 21 015       | 100,00       | 20 762        | 100,00        |
| Votants        | Votants        | Votants             | 14 689       | 69,90        | 16 340        | 78,70         |
| Abstention     | Abstention     | Abstention          | 6 326        | 30,10        | 4 422         | 21,30         |
| Blancs et nuls | Blancs et nuls | Blancs et nuls      | 20           | -0,14        | 3             | 0,02          |
| Exprimés       | Exprimés       | Exprimés            | 14 709       | 100,14       | 16 337        | 99,98         |

#### 2ecirconscription
| Candidats      | Candidats                        | Étiquette          | Premier tour | Premier tour | Deuxième tour | Deuxième tour |
| Candidats      | Candidats                        | Étiquette          | Voix         | %            | Voix          | %             |
| -------------- | -------------------------------- | ------------------ | ------------ | ------------ | ------------- | ------------- |
|                | Antoine Poictevin de la Rochette | Légitimiste        | 6 104        | 49,31        | 7 622         | 59,37         |
|                | Léon Benoît                      | Républicain modéré | 3 556        | 28,73        | 5 217         | 40,63         |
|                | Fournier de Pellan               | Légitimiste modéré | 2 719        | 21,96        |               |               |
|                |                                  |                    |              |              |               |               |
| Inscrits       | Inscrits                         | Inscrits           | 18 453       | 100,00       | 18 453        | 100,00        |
| Votants        | Votants                          | Votants            | 12 407       | 67,24        | 12 847        | 69,62         |
| Abstention     | Abstention                       | Abstention         | 6 046        | 32,76        | 5 606         | 30,38         |
| Blancs et nuls | Blancs et nuls                   | Blancs et nuls     | 28           | 0,23         | 8             | 0,06          |
| Exprimés       | Exprimés                         | Exprimés           | 12 379       | 99,77        | 12 839        | 99,94         |

## Sources
- René Bourreau, Monarchie et modernité: L’utopie restitutionniste de la noblesse nantaise sous la IIIe République, Éditions de la Sorbonne, 1996 (ISBN 978-2-85944-274-3 et 979-10-351-0494-8, DOI 10.4000/books.psorbonne.67884, lire en ligne)